# Elodea callitrichoides
Elodea callitrichoides
Espèce
Synonymes
- E. ernstiae  (St John).

Classification phylogénétique
L'élodée à feuilles allongées  (Elodea callitrichoides, autrefois aussi dénommée E. ernstiae), est une espèce de plantes à fleurs monocotylédones de la famille des Hydrocharitaceae.
C'est une plante herbacée aquatique sud-américaine (originaire d'Argentine, selon Muller & Thiébaut (2004) ).
Elle est parfois considérée comme potentiellement envahissante là où elle a été introduite hors de son aire normale de répartition.  
Elle est, ou a été, utilisée comme plante d'aquarium (pour les eaux fraiches à tempérées car la plante régresse à partir de 25 °C).

## Étymologie
- Le mot « élodée » provint du grec helôdês, « des marais ».
- Le nom d'espèce, callitrichoides évoque la forme d'un callitriche

## Description
- Feuilles : Comme son nom commun l'indique, L’Elodée à feuilles allongées a des feuilles plus longues (0,2 à 1,5 mm de large et de 8,1 à 13,0 mm de long) que celles de ses cousine[2], ces feuilles sont environ 4 fois plus longues que larges et leur apex se termine en pointe (Blamey & al., 1991)[4] ou pinceau (Sell, 1968)[5] mais comme chez toutes les élodées, ces feuilles sont verticillées et disposées par trois (c'est l'un des critères d’identification des élodées).  Aux extrémités des tiges (près du bourgeon apical), les feuilles sont « linéaires à linéaires-lancéolées, toujours souples, dont le sommet est aigu à acuminé ». À la différence de l’Élodée de Nuttall et de l’Élodée du Canada cette plante a des feuilles non-arquées ou très peu arquées, et jamais tire-bouchonnées[2].
- Fleurs : elles sont petites (3 à 4 mm selon Peltre & al (1997)[6] et blanches (celles de l’Élodée de Nuttall sont violacées[2]).

### Confusions possibles
De manière générale et au premier abord, les élodées peuvent être confondues avec :
- les plantes de la famille Hydrillae (Hydrocharitaceae)[7].
- les espèces du genre Egeria

Les élodées ont toujours 3 feuilles opposées par segment de tige. Les espèces des gendres ci-dessus en ont 4 ou plus.

## Habitats
Comme les autres élodées, cette espèce montre une préférence pour les eaux fraîches à tempérées (elle régresse à partir de 25 °C selon Haury et al. (2010), et selon Muller & Thiébaut (2004) elle n'est trouvée que dans des eaux calcaires, dures, eutrophes à hypertrophes et bien ensoleillées. 

Elle pourrait donc être bioindicatrice de milieux en cours de dystrophisation, devenus communs en Europe et dans toutes les zones d'agriculture intensive du monde.

## Reproduction & dispersion
Comme chez les autres élodées, il s'agit d'une plante submergée à fleur émergente, produisant de nombreuses ramifications, et survivant en hiver par ses parties enfouies dans le substrat sédimentaire. 
Les réseaux de tiges (longues de 20 cm à 1 m) se fragmentent aisément en produisant de nombreuses propagules emportés par le courant, les oiseaux, les pêcheurs. 
Ils sont en outre faiblement enracinés dans le substrat, ce qui facilite leur déplacement en cas d'inondations ou travaux en zones humides.  
De petites racines adventives se forment sur les tiges et vers les sommets des tiges de l'année, favorisant la production permanente de boutures capables de se fixer plus loin ou à proximité du pied-mère dans le substrat (selon Haury & al. 2010).

## Biologie et écologie
Comme toutes les élodées, cette plante est dioïque, mais la plupart des pieds observés en Europe sont femelles et formant des populations presque monoclonales (ce qui n'est pas le cas en Amérique notent Muller & Thiébaut, 2004  et Peltreet al. (1997) .  
En Amérique la reproduction sexuée est la règle, mais en Europe, les pieds sont essentiellement femelles ; ils se bouturent spontanément (en se fragmentant) de manière végétative. 
Des hibernacles et bourgeons résistants à la mauvaise saison permettent à la plante de passer l'hiver et de se multiplier à nouveau en fin de printemps (mai-juin selon Muller & Thiébaut en 2004), c'est-à-dire plus tardivement que les autres espèces printanières, ce qui limite peut-être sa prolifération estivale. Inversement, elle produit des herbiers subaquatiques denses qui restent les derniers présents en fin d'automne.

## Caractère envahissant
L'introduction d'autres espèces d'élodées hors de leur aire naturelle de répartition, dans des lacs, mares ou cours d'eau d'Europe et d'autres parties du monde (ex : élodée de Nuttall) a été suivi de phénomènes de proliférations biologiques incontrôlable de ces élodées, qui peuvent en outre créer une augmentation du pH lorsqu'elles sont en surnombre, provoquant parfois des alcaloses fatales chez les poissons à partir d’un pH de 9.  
En Europe, cette espèce aurait été introduire probablement à la même époque que l’Elodée de Nuttall (E. nuttallii), soit environ 100 ans après l'Elodée du Canada (E. canadensis). Elle tend à se disperser d'un bassin versant à l'autre, dont en France dans le Bassin Rhin-Meuse où l'on craint qu'elle ne devienne - au moins localement - invasive.

Historiquement, on l'a d'abord repéré en Angleterre durant l'après-guerre (en 1948) et peu après en France (en 1959). 
Selon Invabio.fr, cette espèce est encore vendue en Europe comme plante ornementale de bassin (ainsi que l'Élodée de Nuttall) dans certaines jardineries et comme plante d'aquarium, mais le risque de nuisance par prolifération est considéré comme plutôt faible pour cette espèce car, hormis dans quelques cas très locaux, l'espèce semble s'être intégrée aux biocénoses locales, et dans les contextes où elle risque de pulluler elle semble presque toujours « supplantée par l'Elodée de Nuttall », selon Greulich & Trémolières en 2006.
En France, elle est actuellement nettement plus rare que les deux élodées invasives. Elle aurait été observée dans le nord du pays, mais pourrait dans ces cas avoir été confondue avec l’élodée de Nuttall selon Vanderporten & al (2000). Elle a été observée et confirmée au Sud du Royaume-Uni et dans l'Ouest de l'Allemagne (Lambinon & al., 1992) et depuis les années 1970 dans le bassin Rhin-Meuse (en Plaine d'Alsace selon Engeletal (1975) et Geissertet & al, 1985) ou  Muller & Thiébaut (2004). 
Elle semble la plus présente dans les bras latéraux du Rhin, mais y a été rendue minoritaire par la rapide extension de sa cousine, l'élodée de Nuttall. De même pour les bras morts lorrains de la Moselle selon Dardaine (en 1988).

## Gestion du risque d'invasion
Là où un risque de pullulation semble exister, le faucardage n'est pas préconisé, mais l'arrachage manuel en début de prolifération est possible à faible profondeur (Haury & al., 2010). La pose de filet retenant les propagules dérivant vers l'aval est également possible. Il suffit ensuite de laisser se dessécher ces propagules au soleil sur un sol bien sec, sans risque d'apparition de forme terrestre car la plante n'en produit pas. 
Dans tous les cas le matériel et les vêtements (bottes notamment) doivent être bien nettoyés après chaque chantier.
« L’utilisation de produits phytosanitaires (herbicides ou autres) est à proscrire dans la lutte contre les espèces invasives, au vu des problèmes de pollution des eaux superficielles ou souterraines qu’ils peuvent engendrer !) »